# 카르텔스
카르텔스(Cartels)는 루마니아에서 제작된 키오니 왁스먼 감독의 2017년 액션, 범죄, 미스터리 영화이다. 스티븐 시걸 등이 주연으로 출연하였고 빈 당 등이 제작에 참여하였다.

## 출연

### 주연
- 스티븐 시걸
- 조르주 생-피에르
- 루크 고스

### 조연
- 샤린 로이어
- 하워드 델
- 라우로 차트랜드
- 대런 E. 스콧
- 플로린 피에식 주니어

## 제작진
- 책임프로듀서: 게자 덱시